# غلام گائوس
غلام گائوس (بنگالی: গোলাম গাউস؛ زادهٔ ۱۲ مهٔ ۱۹۶۹) بازیکن فوتبال اهل بنگلادش بود.
وی همچنین در تیم‌های ملی فوتبال زیر ۲۳ سال بنگلادش و بنگلادش بازی کرده است.
وی در مسابقات کشوری و بین‌المللی در مجموع برندهٔ ۱ مدال برنز شده است.